# Carlos Antonio Mendoza
Carlos Antonio Mendoza Soto (Ciudad de Panamá, República de la Nueva Granada, 31 de octubre de 1856-Ciudad de Panamá, 13 de febrero de 1916) fue un político, periodista y abogado panameño. Ejerció como tercer presidente de Panamá desde marzo hasta octubre de 1910 y es reconocido por ser el primer y único presidente afropanameño.

## Biografía

### Primeros años

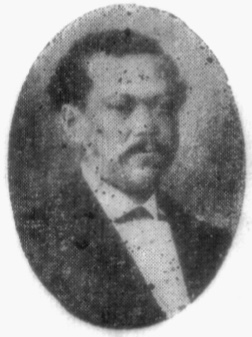
Juan Mendoza Herrera, padre de Carlos Antonio Mendoza.

Carlos Antonio Mendoza nació en la Ciudad de Panamá, el 31 de octubre de 1856, de una familia de clase media asentada en el arrabal de Santa Ana. Fue el quinto de trece hijos del matrimonio de Juan Mendoza Herrera, abogado cercano al político Buenaventura Correoso y de Josefa Soto, la hija menor de José Victoriano Soto. También fue nieto de Antonio Mendoza, capitán del Ejército Libertador y de Antonina Herrera. Realizó sus estudios primarios en su ciudad natal.
A los 13 años se fue a realizar sus estudios Bogotá, donde completó la escuela secundaria y luego obtuvo un título como doctor leyes en la Universidad del Rosario y en la Universidad Nacional de Colombia, gracias a una beca otorgada en 1869, por Correoso. Mendoza profesaba una profunda convicción liberal, inspirada en pensadores como Jeremy Bentham, y Pierre-Joseh Proudhon, que propugnaban una organización social basada en la igualdad de derechos, en una época en que todavía imperaban las estructuras de privilegio y de castas. 
En 1882 contrajo matrimonio con Rita Barsallo, con quien tuvo a su hija Josefa María.

### Carrera política
Durante el Estado Soberano de Panamá desempeñó distintos cargos, también fundó y fue director de periódicos, políticos y literarios. En 1892 fue reconocido por defender al líder indígena Victoriano Lorenzo ante los tribunales, juzgado duramente por un homicidio en defensa propia. Mendoza culpó al Estado colombiano, que permitía sucesos como ese “por el absoluto abandono en que mantenía a los panameños más humildes”.
Como liberal, defendió la autonomía del istmo de Panamá, y combatió en la Guerra de los Mil Días. El 30 de marzo de 1900, Mendoza desembarcó en Punta Burica junto a Belisario Porras y Eusebio A. Morales, para iniciar la Guerra de los Mil días en territorio istmeño. Después vivió en la provincia de Bocas del Toro, donde continuó ejerciendo como abogado y periodista, apoyó la candidatura presidencial de José Domingo de Obaldía, y fue secretario de Hacienda en el gobierno de Obaldía. Fue el primer ministro de Justicia de la República de Panamá.
En 1903, redactó el Acta de Independencia por encargo de José Agustín Arango. Fue el primer secretario de Justicia de la Junta Provisional de Gobierno en 1903. Fue redactor del primer Código Civil del país durante la primera presidencia de Belisario Porras. 
En 1904, como convencional de la Asamblea Nacional Constituyente, combatió la llamada Enmienda Platt panameña, que permitiría la intromisión de Estados Unidos en el país “para restablecer el orden constitucional de la República y garantizar la paz”. Pese a la resistencia de Mendoza y otros liberales, la medida, presentada por Manuel Amador Guerrero, fue aprobada para convertirse en el artículo 136 de la Constitución Política de la República de Panamá de 1904. Mendoza apoyó las aspiraciones presidenciales del conservador José Domingo de Obaldía, quien se convirtió en el segundo presidente de la República. Fue secretario de Hacienda y segundo vicepresidente durante el periodo presidencial de José Domingo de Obaldía.

## Presidencia
Ocupó la presidencia de la República de Panamá como "Segundo Designado, Encargado del Poder Ejecutivo" al fallecer el titular José Domingo de Obaldía y con anterioridad, el Primer Designado, José Agustín Arango. 
Con la toma de posesión de Mendoza, el Partido Liberal llegó por primera vez a la Presidencia de Panamá. Su administración fue de solo siete meses. Hizo énfasis en el desarrollo de la cultura, la educación laica, y en lo que denominó "la economía en los gastos de la nación" y la "pureza de la administración pública".
Mendoza mostró interés por reelegirse. Ello hizo de los siete meses de su gobierno un periodo tormentoso por las disputas entre sus partidarios y los que lo adversaban, tanto en Panamá como en Estados Unidos. Mendoza no resultaba una figura grata en este último país porque se había opuesto al artículo 136 de la Constitución Nacional de Panamá de 1904, que permitía la intervención de Estados Unidos para mantener el orden público en todo el territorio nacional de Panamá.
Al morir de Obaldía, en marzo de 1910, correspondió a Mendoza culminar su periodo presidencial, ya que el año anterior había fallecido también el primer vicepresidente, José Agustín Arango. A Mendoza le tocaba únicamente completar el periodo de dos años que le restaba a De Obaldía, pero la política panameña se estremeció cuando dio señales de que aspiraba a ser elegido para un periodo propio.
La Asamblea Nacional luego eligió a Pablo Arosemena como Primer Designado para que se encargara de la primera magistratura por el resto del período constitucional del presidente de Obaldía.

## Vida pospresidencial
Viajó a Colombia con el cargo de mejorar sus relaciones con Panamá, pero no se llegó a concretar un acuerdo. Luego apoyó a Belisario Porras en su campaña a la Presidencia de Panamá en 1912, del que luego se distanció a raíz de la selección de los candidatos para concejales y diputados en 1914. En estos comicios fue elegido diputado a la Asamblea Nacional por la provincia de Panamá. En 1913 fue nombrado Presidente de la Comisión calificadora, y redactó el Código Civil. Estos dos cargos los desempeñó hasta su muerte repentina en 1916, de un ataque al corazón.

## Matrimonio e hijos
Estuvo casado con Rita Barsallo, con quien tuvo una hija llamada Josefa María. También tuvo cinco hijos con Ernestina Barsallo: Carlos Ernesto, Ernestina Carlota (que murió a los cuatro años), Juan Antonio (falleció de meses), Silvia Rosa (murió a los 17 años) y María Isabel.